# Vlag van Gyeongsangbuk-do

Vlag van Gyeongsangbuk-do

De vlag van Gyeongsangbuk-do bestaat uit een witte achtergrond waarop het provincielogo is afgebeeld. De vlag is in huidige vorm sinds 1997 in gebruik. Het bovenste deel van het logo toont de bergen die zich majestueus uitstrekken, het middelste rechterdeel toont de Japanse Zee die zich opent voor de wereld, het middelste linkerdeel van toont de overvloedige velden, het middelste deel toont de reiger die zweeft naar toekomstige ontwikkeling en welvaart, en de rivier de Nakdong, de navelstreng van Yeongnam, en de algehele vorm is een ruit die het traditionele symbool voorstelt en de trots, eenheid en progressiviteit van Ungdo-gyeongbuk symboliseert.

## Vorige vlag
De vorige vlag werd op 1966 aangenomen, en toont een oud provincielogo op een marineblauwe achtergrond. De vorm van het geheel is een voorwaarts gerichte houding, die staat voor motivatie en prestatie, de coöperatieve en vriendschappelijke aard van de Tao, en de appel, een speciaal product van de Tao.

Vorige vlag (1966-1997)